# 팀 건

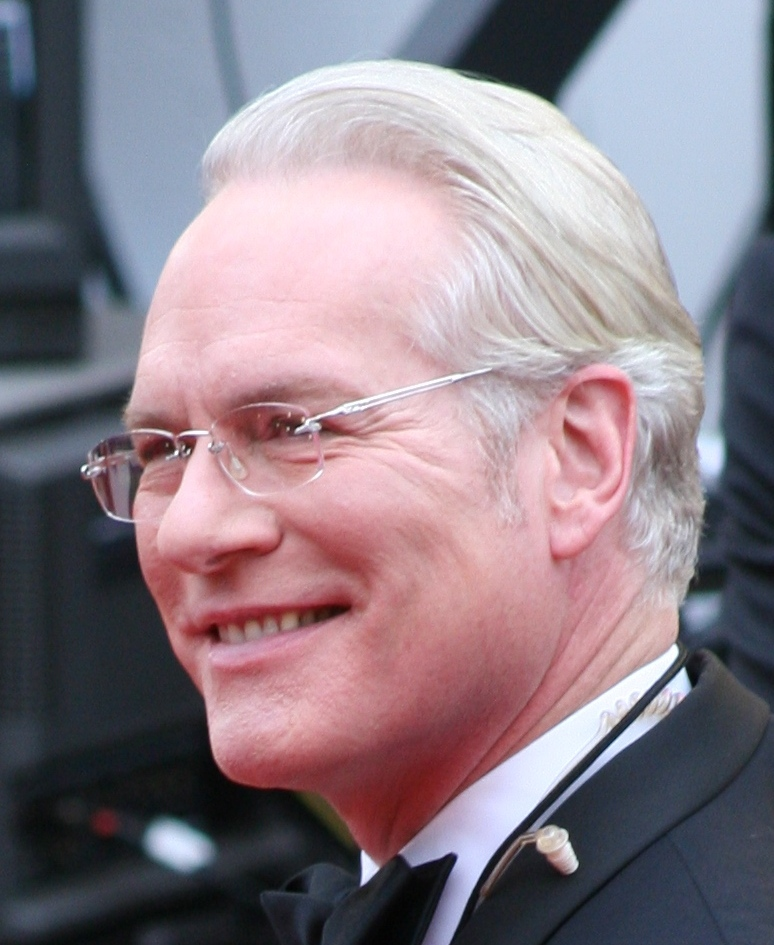
팀 건

티머시 맥켄지 "팀" 건(영어: Timothy MacKenzie "Tim" Gunn, 1953년 7월 29일 ~ )은 미국의 패션 컨설턴트이자 방송인이다. 1982년부터 2007년까지 파슨스 미술대학의 강사를 맡았으며, 2000년 8월부터 2007년 3월까지 패션 디자인학과의 학장을 지냈다. 리얼리티 쇼 《프로젝트 런웨이》의 멘토로 잘 알려져 있다. 스핀오프 프로그램 《Tim Gunn's Guide to Style》가 제작되어 저서 A Guide to Quality, Taste and Style도 발간되었다.